# Abbekås
Abbekås (pronunciación: /abɛˈkoːs/) es un área urbana en el municipio de Skurup en Escania.

## Toponimia
La primera referencia escrita del pueblo ocurrió en 1536 en la que aparecía como Abbekassz. Contiene el sufijo kås 'pequeño puerto" y un prefijo que parece llevar el nombre masculino Abbi.

## Historia
Abbekås fue originalmente un pueblo de pescadores en la costa sur de Escania entre Ystad y Trelleborg, ya mencionado en la Edad Media. El miércoles 13 de noviembre de 1872, una gran parte de la aldea fue destruida por una marejada ciclónica llamada río Backa o La tormenta de 1872, causada por un huracán que arrastró la costa sur desde el noreste. 34 casas fueron destruidas, todos los artes de pesca, botes y almacenamiento de invierno de la población. El nivel del agua subió a 3,6 metros por encima de lo normal, lo que sigue siendo un récord sueco. Ya al año siguiente, con la ayuda de subvenciones del gobierno, se inició el trabajo en un puerto real y se pudo reanudar la pesca y el comercio costero. Durante la Segunda Guerra Mundial se produjo una nueva era de grandeza para la pesca.
En 2011, se renovaron los muelles, y se rehízo la ensenada para aumentar la seguridad en la cuenca exterior del puerto.

## Demografía
| Gráfica de evolución de Abbekås entre 1960 y 2020                  |
|                                                                    |
| Datos consultados en la Oficina Central de Estadísticas de Suecia. |